# Jaignes
Jaignes ist eine französische Gemeinde mit 320 Einwohnern (Stand: 1. Januar 2022) im Département Seine-et-Marne in der Region Île-de-France. Sie gehört zum Arrondissement Meaux und ist Teil des Kantons La Ferté-sous-Jouarre (bis 2015: Kanton Lizy-sur-Ourcq).
Die Einwohner werden Jaignaciens genannt.

## Geographie
Jaignes liegt etwa 14 Kilometer ostnordöstlich von Meaux und etwa 58 Kilometer ostnordöstlich von Paris an der Marne, die die Gemeinde im Westen begrenzt.

### Nachbargemeinden
Umgeben ist Jaignes von den Gemeinden Tancrou im Norden, Chamigny im Osten, Ussy-sur-Marne im Süden, Changis-sur-Marne im Südwesten sowie Armentières-en-Brie im Westen.

## Bevölkerungsentwicklung
| Jahr      | 1962 | 1968 | 1975 | 1982 | 1990 | 1999 | 2006 | 2017 |
| Einwohner | 197  | 161  | 165  | 234  | 289  | 310  | 327  | 308  |

## Sehenswürdigkeiten
- Kirche Sainte-Geneviève
- Polissoir von Jaignes (Monument historique)